# Ingrid Veninger

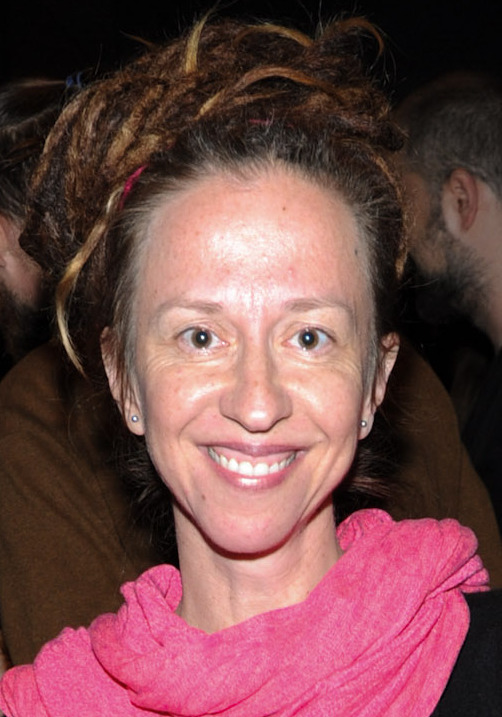
Ingrid Veninger (2013)

Ingrid Veninger (* 21. März 1970 in Bratislava, Tschechoslowakei) ist eine kanadische Schauspielerin, Regisseurin, Drehbuchautorin und Produzentin mit slowakischen Wurzeln.

## Herkunft und Jugend
Ingrid Veninger wurde 1970 in Bratislava geboren. In den 1970er Jahren wanderte sie mit ihren Eltern nach Kanada aus. Ihre Karriere startete sie im Alter von 11 Jahren mit einem Werbespot für Bell Canada.

## Karriere

### Schauspiel und Produktionsarbeit
Als jugendliche Schauspielerin trat Veninger in verschiedenen Filmen und TV-Serien auf, darunter die CBC-Komödien-Serie Airwaves (1986–1987) und die populäre Horror-Serie Friday the 13th: The Series (1987–1990).
Im Alter von 21 Jahren erwarb Veninger 1989 die Produktionsrechte an Margaret Atwoods Roman Cat's  Eye. Sie arbeitete als Regieassistentin von Atom Egoyan am Film The Adjuster (1991) und produzierte Jeremy Podeswas für den Gemini Award nominierte Musikdokumentation Standards (1992) und Peter Mettler's Dokumentation Picture of Light (1994). Als Schauspielerin arbeitete sie unter anderen zusammen mit Meryl Streep, Holly Hunter und Jackie Burroughs.
In den 1990er Jahren arbeitete sie hauptsächlich als Schauspielerin, beispielsweise in der kanadischen Action-Serie La Femme Nikita. 2000 besuchte sie das Canadian Film Centre, wo sie Julia Kwans preisgekrönten Kurzfilm Three Sisters on Moon Lake (2001) produzierte, der auf dem Sundance Film Festival und dem Toronto International Film Festival (TIFF) gezeigt wurde.
2002 arbeitete Veninger zusammen mit Atom Egoyan, Peter Mettler und anderen am mit dem Genie-Award ausgezeichneten Film Gambling, Gods and LSD. 2003 gründete Veninger ihre Produktionsfirma pUNK Films und arbeitete vermehrt für eigene Projekte als Drehbuchautorin und Regisseurin.
Sie arbeitete oft mit dem kanadischen Filmemacher und Schauspieler Charles Officer zusammen darunter auch bei Urda/Bone, der 2003 beim New York Film Festival gezeigt wurde, und bei Nurse.Fighter.Boy (2008), welches 2008 beim TIFF uraufgeführt wurde.

### Regiearbeiten
Veninger hatte ihr Regiedebüt 2008 mit der Veröffentlichung ihres Low-Budget-Films Only, der auf einigen lokalen Filmfestivals gezeigt wurde und nur 20.000 kanadische Dollar gekostet hatte. Veningers Sohn Jacob spielte in dem Film die Hauptrolle, die Regisseurin trat in einer Nebenrolle als seine Mutter auf.
Ihr zweiter Film Modra, der von der Rückkehr in die Umgebung von Bratislava und ihre Heimatstadt Modra handelt, wurde 2010 veröffentlicht, die Hauptrolle spielte hier ihre Tochter Hallie Switzer. Modra wurde auf dem Toronto International Film Festival als einer der zehn besten kanadischen Filme des Jahres 2010 ausgezeichnet. Nach dem Filmstart nannte The Globe and Mail Veninger die Do-It-Yourself-Königin des kanadischen Films.
Ihr dritter Film i am a good person/i am a bad person wurde 2011 auf dem TIFF gezeigt. Die Toronto Film Critics Association verlieh ihr den Jay Scott Prize für Nachwuchskünstler.
Ihr vierter Film The Animal Project erschien 2014. Beim  Whistler Film Festival wurde ihm von der  Alliance of Women Film Journalists der EDA Award verliehen. Bei der Preisverleihung gab Veninger die Gründung von Femmes Lab zur Förderung weiblicher Regisseure bekannt, die spontan durch die Oscar-Preisträgerin Melissa Leo unterstützt wurde.

## Privatleben
Ingrid Veninger heiratete 1990 den Filmkomponisten John Switzer. Sie haben zwei Kinder, Hallie und Jakob, die beide ebenfalls künstlerisch tätig sind.
Veninger hatte auch mehrere Jahre einen Lehrauftrag für Produktionsplanung und -Management an der York University in Toronto, Ontario.

## Filmografie
- 1984: Hide and Seek
- 1984: Hockey Night
- 1984: Islands
- 1985: The War Boy
- 1986–1987: Air Waves (Fernsehserie, 26 Folgen)
- 1987: Gate – Die Unterirdischen (The Gate)
- 1988–1989: Erben des Fluchs (Friday the 13th: The Series, Fernsehserie, 2 Folgen)
- 1989: Verhängnis auf Bestellung (Destiny to Order)
- 1989: Sing – Die Brooklyn-Story (Sing)
- 1990: H
- 1994: Wiegenlied des Todes (Hush Little Baby)
- 1996: Das Urteil der Geschworenen (We the Jury)
- 1997: Exhibit A: Secrets of Forensic Science
- 1997: The Assistant
- 1997: …First Do No Harm
- 1997–1999: Nikita (Fernsehserie, 2 Folgen)
- 1998: U-Bahn-Inferno: Terroristen im Zug (The Taking of Pelham One Two Three)
- 1999: Have Mercy
- 1999: Forget Me Never
- 1999: The Life Before This
- 2000: Drop the Beat
- 2000: Zeit der Gerechtigkeit (Harlan County War)
- 2000: PSI Factor – Es geschieht jeden Tag (PSI Factor – Chronicles of the Paranormal, Fernsehserie, 1 Folge)
- 2000: Steal This Movie
- 2001: On Their Knees
- 2001: Within These Walls
- 2001: Wild Iris
- 2001: Walter and Henry
- 2001: Akte Zack (The Zack Files, Fernsehserie, 1 Folge)
- 2002: Gambling, Gods and LSD
- 2003: Urda/Bone
- 2003: Auschwitz – Out of the Ashes
- 2004: Degrassi: The Next Generation (Fernsehserie, 1 Folge)
- 2004: The Limb Salesman
- 2004: Phil the Alien
- 2004: Godsend
- 2005: Mama
- 2005: Neil
- 2006: Everything Is Love and Fear
- 2006: Hotel Vladivostok
- 2008: Only (Regie)
- 2010: Modra (Regie)
- 2010: Bloodletting & Miraculous Cures
- 2011: I am a Good Person/I Am a Bad Person (Regie)
- 2013: The Animal Project (Regie)
- 2014: The Best Laid Plans
- 2015: He Hated Pigeons (Regie)[17][18][19]
- 2017: Porcupine Lake (Regie)[20][21]
- 2018: Before We Think (Regie)[22]

## Auszeichnungen
- 2003: Genie Awards Best Documentary für Gambling, Gods and LSD
- 2010: International Film Festival Bratislava Audience Award, International für Modra
- 2012: Toronto Film Critics Association Awards Jay Scott Prize für I am a Good Person/I Am a Bad Person
- 2013: Alliance of Women Film Journalists EDA Award, Narrative Feature Prize für The Animal Project